# Aegiochus cyclops
Aegiochus cyclops là một loài chân đều trong họ Aegidae. Loài này được Haswell miêu tả khoa học năm 1882.